# John Graas
John Jacob Graas (* 14. Oktober 1924 in Dubuque, Iowa; † 13. April 1962 in Van Nuys, Kalifornien) war ein US-amerikanischer Jazz-Waldhornist, Arrangeur und Komponist. Sein Verdienst war es, gemeinsam mit Dave Amram das Waldhorn als Soloinstrument in den Modern Jazz eingeführt zu haben.

## Leben und Wirken
Graas gewann schon als Schüler einen nationalen Wettbewerb. Er studierte in Tanglewood, wo er auch dem von Sergei Kussewitzky geleiteten Orchester angehörte. 1941/42 spielte er im Indianapolis Symphony Orchestra, 1942 bei Claude Thornhill. Während seiner Wehrdienstzeit von 1943 bis 1945 gehörte er einer Army-Band an, trat aber auch als Waldhorn-Solist im Weißen Haus auf. Danach war er Mitglied des Cleveland Symphony Orchesters, spielte 1947/48 bei Tex Beneke und 1949/50 bei Stan Kenton.
Dann arbeitete Graas, der daneben privat auch bei Lennie Tristano und Shorty Rogers studiert hatte, ab 1950 in Hollywood als Studiomusiker, Lehrer und vor allem als Komponist für Filmmusiken. Ab 1953 entstand eine Reihe von Alben unter eigenem Namen, wie Jazz Studio Four, Jazz Lab, Coup De Graas und Jazzmantics!, an denen renommierte West Coast Musiker wie Milt Bernhart, Conte Candoli, Herb Geller, Jimmy Giuffre, Shelly Manne, Jack Montrose, Red Norvo, André Previn, Marty Paich, Zoot Sims Gerald Wiggins sowie Hank Jones spielten. Ebenso wirkte er bei Shorty Rogers’ frühen Album Cool and Crazy (1953) mit. Auch schrieb er Kompositionen, die zum Third Stream gerechnet werden, wie Jazz Symphony No. 1 und Jazz Chaconne No. 1. Dabei bevorzugte er kontrapunktische Strukturen und Formmodelle der europäischen Tradition. Seine Jazz Symphony No. 1 wurde 1956 unter seiner Leitung in Stuttgart mit Musikern des Orchesters Erwin Lehn und des Südwestfunk-Sinfonieorchesters aufgenommen (veröffentlicht erstmals 1958 als International Premiere in Jazz).
Außerdem wirkte er bei Platten-Aufnahmen von Kenton, Shorty Rogers, Gerry Mulligan, Louie Bellson, Pete Rugolo und Bob Cooper mit. Graas war 1955 Sieger im Down-Beat-Poll in der Kategorie verschiedene Instrumente. 1962 starb er an einem Herzanfall.

## Diskographische Hinweise
- Jazz Studio 2: From Hollywood (Decca, 1954)
- Jazz Lab, Vol. 1 & 2 (Lonehill, Jazz1955-57)
- Jazzmantics (Lonehill, 1956/57)
- International Premiere in Jazz (West Coast All Star Ninett & German Festival Symphony Orchestra) (Andex/Fresh Sound, 1956)
- Coup De Graas (Emarcy, 1957)
- John Graas Octet (auf Jimmy Giuffre - The Complete 1947-1953 Small Group Recordings, Vol. 3) (Blue Moon)
- Westlake Bounce (Fresh Sound Records, 1957)

Als Sideman
- Gerry Mulligan: The Birth of the Cool, Vol. 2 (Capitol, 1953); Modern Sounds (Affinity, 1951)
- Henry Mancini: The Blues And The Beat (Fresh Sound, 1960)
- Shorty Rogers: Short Stops (RCA, 1954)
- Pete Rugolo: Adventures In Rhythm (CBS/Fresh Sound, 1954)
- West Coast All Stars: Best From The West (Blue Note, 1954,55) mit Conte Candoli, Jimmy Giuffre

## Lexikalische Einträge
- Richard Cook, Brian Morton: The Penguin Guide to Jazz on CD. 6. Auflage. Penguin, London 2002, ISBN 0-14-051521-6.
- Martin Kunzler: Jazz-Lexikon. Band 1: A–L (= rororo-Sachbuch. Bd. 16512). 2. Auflage. Rowohlt, Reinbek bei Hamburg 2004, ISBN 3-499-16512-0.
- Jürgen Wölfer: Jazz in Deutschland. Das Lexikon. Alle Musiker und Plattenfirmen von 1920 bis heute. Hannibal, Höfen 2008, ISBN 978-3-85445-274-4.